# Charles Telfair
Charles Telfair, né en 1777 à Belfast et mort le 14 juillet 1833 à Port-Louis (île Maurice), est un naturaliste irlandais qui s'installa à l'île Maurice.

## Carrière
Il naît à Belfast dans la famille d'un instituteur. Il étudie d'abord la chimie auprès de Joseph Black, puis s'oriente vers la médecine. Il s'engage comme officier de la Royal Navy en 1797 et arrive à La Réunion et à l'île Maurice en tant que médecin de la Marine, en 1810. Il fait partie de ceux qui appellent au retour de la Réunion à la France en 1815. Il devient ensuite le secrétaire particulier du gouverneur de l'île Maurice, Robert Farquhar.
Il fut le premier président de la société d'histoire naturelle locale, qu'il fonda en août 1829 avec Wenceslas Bojer, Jacques Delisse, Julien Desjardins et François Liénard de la Mivoye. Elle se réunit d'abord dans la demeure de Telfair à Bois-Chéri, près de Moka. Il en devient le premier président, le 24 août 1829.
Plusieurs taxons portent son nom, notamment Bigonia telfairi, Hibiscus telfairi et le genre Telfairia, ainsi que le scinque de Telfair et l'espèce Echinops telfairi. Il épouse en 1818 Annabella Chamberlain qui fut sa collaboratrice et illustra de nombreuses fleurs et plantes de la collection de son mari.

## Hommages
Il est décoré de la Légion d'honneur en 1819, pour son action en faveur du retour de La Réunion à la France.
Un jardin et un monument lui sont consacrés à Souillac, au sud de l'Île Maurice, et une allée baptisée de son nom au jardin botanique de Pamplemousses, dont il fut le surintendant (adjoint du directeur) de 1825 à 1829.
Le 23 avril 2007, la De Chazal Du Mée (ou DCDM) Business School de Maurice a changé de nom. Cet institut de formation est désormais connu sous le nom d'Institut Charles Telfair (en anglais : Charles Telfair Institute).